# Mezinárodní buddhistický institut

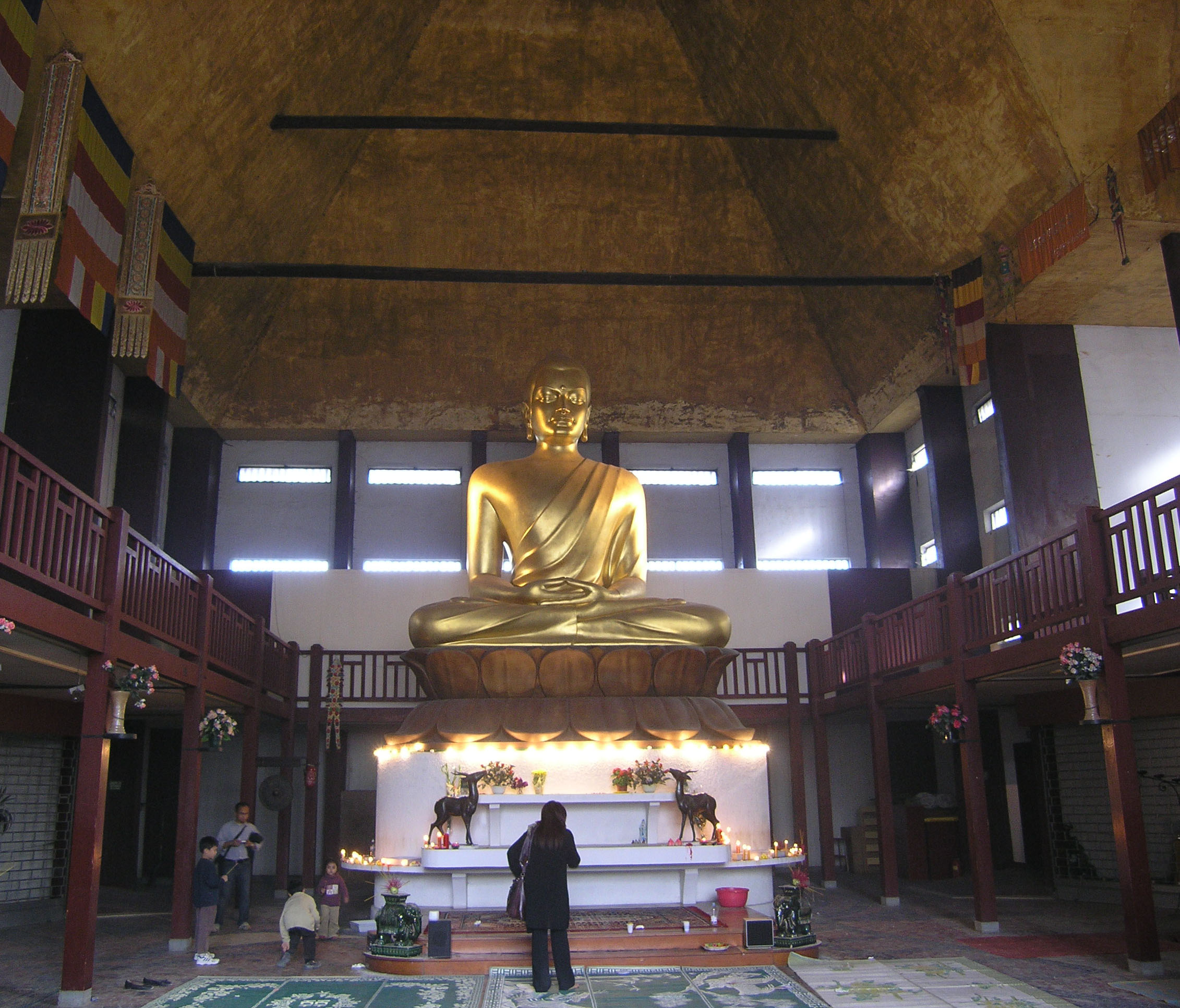
Socha Buddhy

Mezinárodní buddhistický institut (francouzsky Institut international bouddhique) je centrum pro uctívání buddhismu v Paříži. Nachází se ve Vincenneském lesíku.

## Historie
Institut založil v roce 1969 francouzský politik Jean Sainteny (1907–1978). Jeho cílem bylo vybudovat ve Francii první buddhistické centrum, které ale mohou využívat i ostatní náboženská vyznání. Pro návštěvníky rovněž přibližuje kulturu Dálného východu. Institut byl umístěn do Pagody ve Vincenneském lesíku. Pagoda byla otevřena 28. října 1977 za účasti tehdejšího starosty Paříže Jacquese Chiraca. Japonský kulturní výbor daroval městu Paříži sochy Unsui Gunzo k podpoře buddhistického institutu.
V roce 1980 se láma Kalu Rinpoche (1905–1989), který dal pokyn ke zřízení Vincenneské pagody, setkal s Jeanem Oberem, generálním tajemníkem Mezinárodního buddhistického institutu, aby s ním prodiskutoval stavbu tibetského chrámu Kagyu-Dzong.